# Khemaies Jhinaoui
Khemaies Jhinaoui (arabe : خميس الجهيناوي), né le 5 avril 1954 à Kairouan, est un avocat, diplomate et homme politique tunisien.
Il est secrétaire d’État auprès du ministre des Affaires étrangères en 2011, au sein du gouvernement de Béji Caïd Essebsi, puis ministre des Affaires étrangères à partir de 2016, au sein des gouvernements Essid et Chahed.

## Biographie

### Études
Khemaies Jhinaoui possède une licence en droit public, un DESS dans la même discipline et un DEA en sciences politiques et en relations internationales, qu'il a obtenu entre 1978 et 1979. En 1978, il décroche également un certificat d'aptitude à la profession d'avocat. En 1998, il devient auditeur à l'Institut de défense nationale.

### Carrière dans la diplomatie

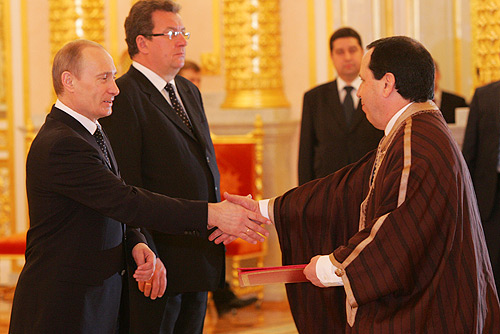
Khemaies Jhinaoui (à droite) présentant ses lettres de créance au président russe Vladimir Poutine, le 28 avril 2008.

En mai 1996, Khemaies Jhinaoui est envoyé en Israël pour ouvrir le bureau d'intérêt de son pays à Tel Aviv. Entre 1996 et 1998, il est chargé de mission auprès du cabinet du ministre des Affaires étrangères.
Entre mars 1999 et octobre 2004, il est ambassadeur de Tunisie au Royaume-Uni, poste couvrant l'Irlande à partir d'octobre 1999, le siège de l'ambassade demeurant à Londres. Entre décembre 2004 et 2006, il est le chef de cabinet du ministre des Affaires étrangères Abdelwahab Abdallah. Entre janvier 2006 et décembre 2007, il est directeur général des affaires politiques, économiques et de coopération pour l'Europe et l'Union européenne.
Enfin, entre 2008 et 2011, il est ambassadeur de Tunisie en Russie, étant également accrédité pour l'Ukraine et les pays membres de la CEI. D'ambassadeur extraordinaire et plénipotentiaire, il devient en mars 2011 ministre plénipotentiaire hors classe.
Il donne de nombreuses conférences dans des universités et institutions sur la politique internationale ; il est également l'auteur d'études et d'articles sur le sujet.

### Carrière politique

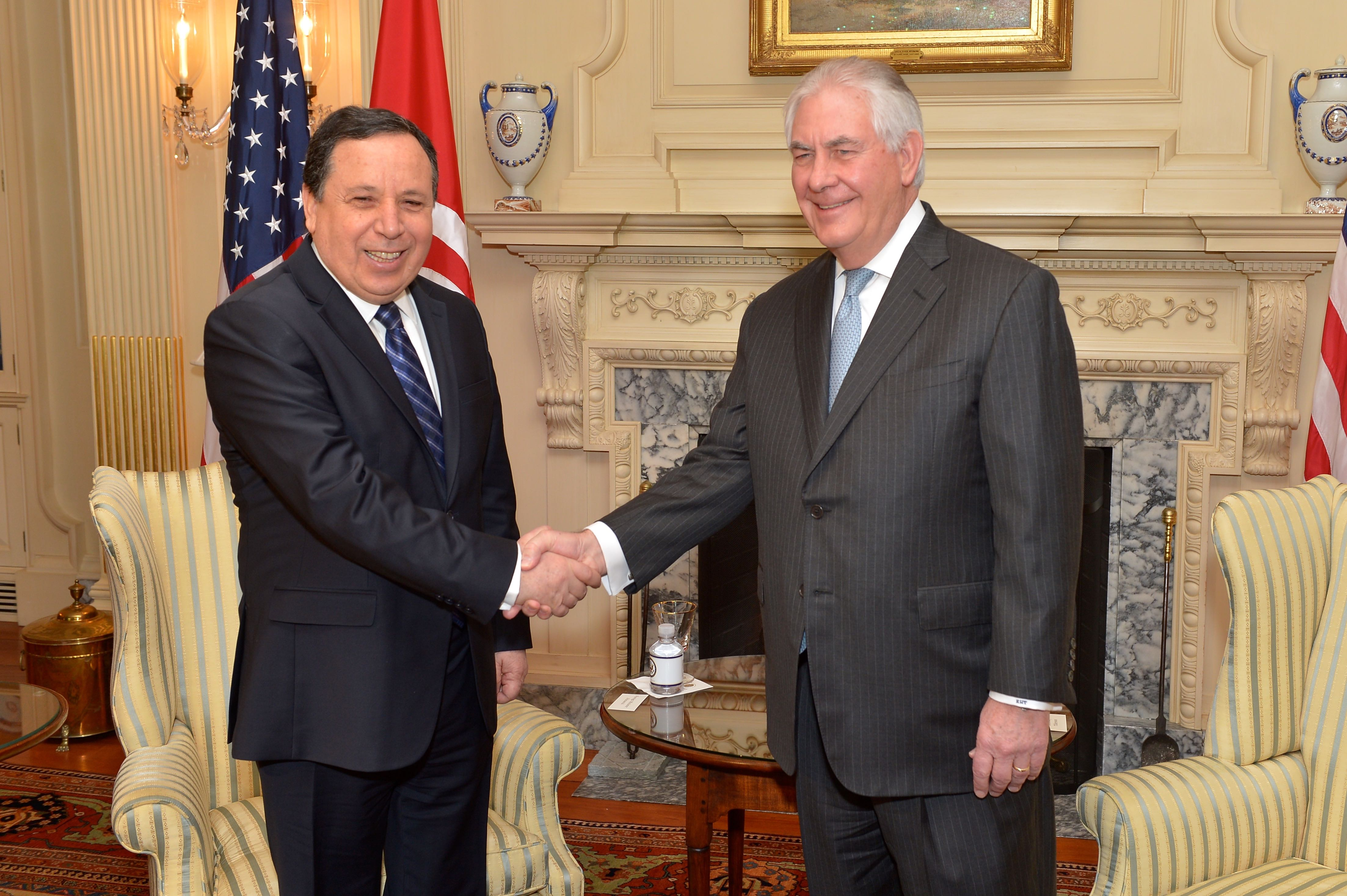
Khemaies Jhinaoui avec Rex Tillerson, secrétaire d'État des États-Unis à Washington, le 13 mars 2017.

À la suite de la révolution de 2011, Khemaies Jhinaoui est nommé secrétaire d’État auprès du ministre des Affaires étrangères dans le gouvernement de Béji Caïd Essebsi ; son ministre référent est Mouldi Kefi. Radhouane Nouisser occupe la même fonction, depuis le 17 janvier, et quitte son poste en même temps que Jhinaoui, le 24 décembre de la même année.
Conseiller diplomatique du président de la République, il est nommé ministre des Affaires étrangères dans le gouvernement de Habib Essid le 6 janvier 2016, ; il est confirmé à ce poste dans le gouvernement de Youssef Chahed. Il reste à ce poste jusqu'au 29 octobre 2019, date de son limogeage alors qu'il avait présenté sa démission,.

### Société civile
En 2020, il travaille à la création d'un think tank baptisé Conseil tunisien des relations internationales aux côtés de personnalités comme Habib Essid, Ahmed Ounaies, Rafâa Ben Achour et Fadhel Abdelkefi.

### Décorations
- Commandeur (2011)[12],[13] puis grand officier (2019)[14] de l'Ordre de la République tunisienne ;
- Membre honoraire de l'Hommage de la République (Malte, 2019)[15].

### Vie privée
Khemaies Jhinaoui est marié et père de deux enfants.